# 미요나리오스 FC
미요나리오스 푸트볼 클루브(Millonarios Fútbol Club)는 콜롬비아의 수도 보고타를 연고지로 하는 축구 클럽이다. 이 팀은 1937년에 창단되었으며, 현재 카테고리아 프리메라 A에 참가하고 있다.

## 선수 명단

### 현역
참고: FIFA 자격 규정에 따라 소속된 국가대표팀 국기를 표시합니다. 선수는 복수의 FIFA 비회원국 국적을 가지고 있을 수 있습니다.
| 번호 | 포지션 | 국적       | 이름                 |
| ---- | ------ | ---------- | -------------------- |
| 4    | DF     | 코스타리카 | 후안 파블로 바르가스 |
| 23   | FW     | 콜롬비아   | 레오나르도 카스트로  |
| 31   | GK     | 콜롬비아   | 알바로 몬테로        |
| 32   | FW     |            | 산티아고 지오다나    |

| 번호 | 포지션 | 국적 | 이름 |
| ---- | ------ | ---- | ---- |

## 역대 감독
| 감독                   | 임기        |
| ---------------------- | ----------- |
| 엑토르 스카로네        | 1947 ~ 1948 |
| 호르헤 루이스 핀토     | 1984 ~ 1985 |
| 프란시스코 마투라나    | 1998        |
| 호르헤 루이스 핀토     | 1998 ~ 1999 |
| 후안 카를로스 오소리오 | 2006 ~ 2007 |
| 후안마 리요            | 2014        |
| 호르헤 루이스 핀토     | 2018 ~ 2019 |

틀:미요나리오스 FC 선수 명단